# Maritza Medina
Maritza Medina (Illinois, Estados Unidos, 12 de junio de 1967) es animadora, actriz, educadora perinatal, presentadora, modelo y locutora puertorriqueña. Aunque nació en Estados Unidos fue criada en Jayuya, Puerto Rico.
Desde 1989, comenzó en la actuación con sus personajes por Telemundo en Fantástico, La Pensión de Doña Tere, Musicomedia, Salsa con Chispa, Show de las 12, La Hora de la Fortuna, Esto no es un show, y algunas novelas entre otros. Luego del nacimiento de sus gemelas, llega "Anda Pal' Cará!" por Univisión", Desde mi Pueblo y a A Toda Máquina por WIPR.
Luego de hacer una pausa en su carrera artística, se dedicó de lleno a la crianza de sus ya tres hijas, estudiar la palabra de Dios y a sus estudios como Educadora Prenatal Certificada por el consejo de Educación de Puerto Rico, con la antropóloga y partera Rita Aparicio, convirtiéndose en Educadora Perinatal y Doula. Maritza Medina obtuvo como escenario principal el Hospital Hima San Pablo junto al grupo de ginecólogos EGOS donde trabajó como Educadora Prenatal, Doula y Directora de su grupo de Apoyo para la Lactancia Materna lo que se combinó con su colaboración en Día a Día por Telemundo. Culminó otra certificación esta vez con la Dra. Ana Parrilla en el Recinto de Ciencias Médicas como (CLE),”Certified Lactation Educator”.

La labor de Maritza Medina como guía, educadora y Doula en Puerto Rico fue reconocida en el primer foro de lactancia y crianza con apego del Senado de Puerto Rico.
Fue conductora del programa radial Al Tiempo de Dios por Cadena Radio Vida 90.5 fm y colaboradora en el programa Día a día  por Telemundo. Comenzando el 2014 fue parte de la obra Teatral "Conducta Aprendida" presentada en varios teatros de Puerto Rico. En el 2015 comenzó a colaborar en la sección de Salud del Periódico El Vocero de Puerto Rico más comenzará a colaborar en el Programa En Familia para Esperanza TV (Maryland). En 2016 comenzó una sección sobre parto y lactancia en Univisión Puerto Rico.
En la actualidad es Presidenta de la Coalición Para La Lactancia Materna en Puerto Rico.

Colaboradora en el programa radial Diarios de la Teta por Radio Isla en junto a la periodista Millie Mendez y en los programas televisivos ; En familia por Esperanza TV en Maryland , Una buena tarde por Univisión Puerto Rico y en Noticias :

En el 2019 comenzó como presentadora del programa radial de entrevistas y salud: En Familia y Noches de Vida por 90.5FM.En adición mismo año 2019 Maritza vuelve a subir a los escenarios con la obra “Las suegras 2, lo que pasó en el 1997”, dirigida por Jorge Cádiz.

En el 2021 Maritza Medina es coprotagonista en la película 'Spin', escrita y dirigida por Oscar Sánchez y producida por Jonathan López.